# Trichotosia brachybotrya
Trichotosia brachybotrya är en orkidéart som först beskrevs av Rudolf Schlechter, och fick sitt nu gällande namn av Walter Kittredge. Trichotosia brachybotrya ingår i släktet Trichotosia och familjen orkidéer. Inga underarter finns listade i Catalogue of Life.